# Abbas El Fassi

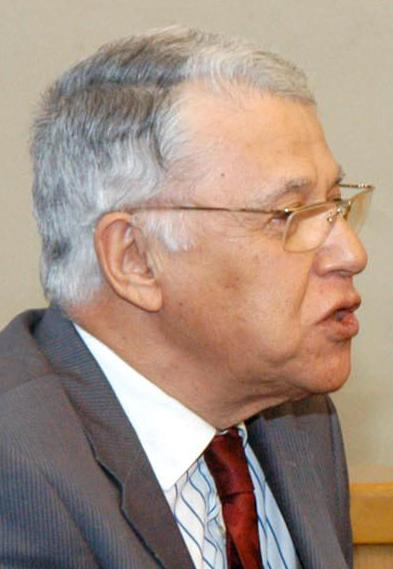
Abbas El Fassi

Abbas El Fassi (născut pe 18 septembrie 1940) este un politician din Maroc care îndeplinește funcția de prim-ministru al acestei țări din 19 septembrie 2007. S-a născut în Berkane. Este membru al Partidului Istiqlal.